# Cascada de las 25 Fuentes
Las Cataratas de las 25 Fuentes (en portugués: Cascata das 25 Fontes) es una cascada portuguesa que se localiza en Serrado, Ribeira da Janela, próxima a Porto Moniz, en la isla de Madeira, en el archipiélago y región del mismo nombre.
Esta cascada se desprende de una cima de 30 metros de altura formando un variado conjunto de caídas de agua que descienden por rocas revestidas de plantas de tamaño pequeño y líquenes para desembocar en una laguna.